# Alorton
Alorton es una villa ubicada en el condado de St. Clair en el estado estadounidense de Illinois. En el Censo de 2010 tenía una población de 2002 habitantes y una densidad poblacional de 422,39 personas por km².

## Geografía
Alorton se encuentra ubicada en las coordenadas 38°35′8″N 90°6′59″O / 38.58556, -90.11639. Según la Oficina del Censo de los Estados Unidos, Alorton tiene una superficie total de 4.74 km², de la cual 4.66 km² corresponden a tierra firme y (1.64%) 0.08 km² es agua.

## Demografía
Según el censo de 2010, había 2002 personas residiendo en Alorton. La densidad de población era de 422,39 hab./km². De los 2002 habitantes, Alorton estaba compuesto por el 0.95% blancos, el 97.65% eran afroamericanos, el 0.05% eran amerindios, el 0.05% eran asiáticos, el 0% eran isleños del Pacífico, el 0.05% eran de otras razas y el 1.25% pertenecían a dos o más razas. Del total de la población el 0.25% eran hispanos o latinos de cualquier raza.